# Krajský obchodní soud
Krajský obchodní soud byl v Česku specializovaný soud určený pro vyřizování obchodních věcí. Krajské obchodní soudy existovaly v letech 1991–2000.
Zákonem České národní rady č. 436/1991 Sb. byly v Česku k 1. listopadu 1991 zřízeny tři krajské obchodní soudy s vymezenou územní působností:
- Krajský obchodní soud v Praze (územní působnost pro Prahu a Středočeský kraj)
- Krajský obchodní soud v Brně (územní působnost pro Jihomoravský kraj)
- Krajský obchodní soud v Ostravě (územní působnost pro Severomoravský kraj)

V ostatních krajích vyřizovaly obchodní věci běžné krajské soudy. Krajské obchodní soudy (a krajské soudy v ostatních krajích) převzaly hospodářské spory od orgánů státní hospodářské arbitráže, která byla jako relikt direktivního způsobu hospodářství zrušena k 1. lednu 1992.
K 1. lednu 1996 převzaly krajské obchodní soudy (a v ostatních krajích krajské soudy) od zákonem určených konkrétních okresních soudů (resp. obvodního soudu v případě Prahy) vedení veřejných rejstříků, a staly se tak rejstříkovými soudy.
V rámci zjednodušení soudní soustavy byly všechny tři krajské obchodní soudy zákonem č. 215/2000 Sb. k 1. lednu 2001 zrušeny. Jejich soudci spolu s řešenou agendou přešli na Městský soud v Praze, Krajský soud v Brně a Krajský soud v Ostravě.